# Путешественники на Луне
«Первые шаги по Луне», «Путешественники на Луне» (фр. On a marché sur la Lune) — семнадцатый альбом из серии «Приключения Тинтина» бельгийского карикатуриста Эрже.
История публиковалась еженедельно в бельгийском журнале Tintin с октября 1952 по декабрь 1953 года, а затем была опубликована в сборнике Casterman в 1954 году. Является продолжением альбома «Пункт назначения — Луна».

## Сюжет
Профессор Турнесоль, Тинтин, Милу, капитан Хэддок и помощник Турнесоля Фрэнк Вульф находятся на борту атомного ракетного космического корабля, покидающего Землю и направляющегося на Луну. Вскоре после взлета они обнаруживают, что детективы Дюпон и Дюпонн случайно спрятались на борту, думая, что запуск был назначен на 1:34 дня, а не на утро, что создаёт нагрузку на подачу кислорода. Детективы случайно выключают ядерный двигатель, нарушая искусственную гравитацию и отправляя всех в плавание, пока Тинтин не исправит проблему. Затем они страдают от рецидива препарата Формула 14 (упоминается в Стране чёрного золота), в результате чего их волосы быстро растут в разных цветах, пока Тунесололь впоследствии не вводит им лекарство. Хэддок, который пронес контрабандой виски на борт ракеты, напивается и совершает импровизированный выход в открытый космос, во время которого он ненадолго становится спутником астероида Адонис, но Тинтину удаётся его спасти.
Ракета приземляется в кратере Гиппарх, а Тинтин становится первым человеком, ступившим на Луну. На следующий день Турнесоль и Вольф настраивают оптические приборы, чтобы начать наблюдательную работу на Луне, в то время как Тинтин и Хэддок строят лунный танк. Два дня спустя Хэддок, Вольф и Тинтин берут лунный танк, чтобы исследовать сталактитовые пещеры в направлении кратера Птолемея; внутри пещеры Милу проваливается в покрытую льдом пропасть, но Тинтин спасает его. Позже на борту корабля Тинтин попадает в засаду и остается связанным в трюме третьим безбилетником, полковником Йоргеном, шпионом, которого тайно провез на борт Вольф, которого шантажировала иностранная держава, на которую работает Йорген, и нога Милу получает травму, попав в засаду Йоргена. Тинтин наконец накладывает повязки на травмированную ногу Милу, чтобы полностью зажить. С помощью Вольфа Йорген пытается захватить корабль и вернуть его на Землю, но Тинтин сбегает и мешает ему с помощью экстренной диверсии, которая отключает питание двигателя.
Из-за перегрузки кислородными запасами экипаж решает покинуть лунный бак и оптические приборы и сократить пребывание на Луне. Ремонтные работы завершаются немного раньше срока, и ракета получает разрешение на запуск. После запуска Йорген освобождается из-за оплошности детективов и пытается убить Тинтина и остальных из пистолета; Вольф пытается помешать ему, и в их борьбе за пистолет Йорген получает пулю в сердце, убивая его. Когда выясняется, что на борту недостаточно кислорода для того, чтобы экипаж пережил путешествие, Вольф жертвует собой, открывая шлюз и улетая в космос навстречу своей смерти. Приближаясь к Земле, экипаж теряет сознание, но Тинтин приходит в себя достаточно долго, чтобы включить автопилот ракеты, и она благополучно возвращается в Сильдавию. После приземления экипаж спасают в самый последний момент. Во время приветственной вечеринки героев по возвращении домой Турнесоль выразил надежду, что они когда-нибудь вернутся на Луну, но Хэддок отказался, заявив, что экспедиция научила его, что «настоящее место человека — на доброй старой Земле».

## Работа над альбомом
Разработанный отчасти по предложениям друзей Эрже Бернара Эйвельманса и Жака Ван Мелкебеке , «Путешественники на Луне» был создан после обширных исследований Эрже возможности полета человека в космос — подвига, который ещё не был достигнут — с карикатуристом, стремившимся к тому, чтобы работа была максимально реалистичной.

## Приём
Эрже продолжил «Приключения Тинтина» «Делом Турнесоля», в то время как сама серия стала определяющей частью франко-бельгийской традиции комиксов. Критики высоко оценили иллюстративные детали книги, но выразили разные мнения об истории; некоторые считают ее одной из самых зрелых и эмоционально резонансных записей в серии, в то время как другие обвиняют ее в преуменьшении юмора, представленного в предыдущих томах, в пользу научной направленности повествования.

## Экранизации и адаптации
Комикс был включён в мультсериал «Приключения Тинтина» (1957) и мультсериал «Приключения Тинтина» (1991), также альбом был адаптирован для компьютерной игры Tintin on the moon 1989 года и постановки «Приключений» на BBC Radio 5 в 1992–1993 гг.